# Paramantispa
Paramantispa es un género de insectos de la familia Mantispidae de América del Sur.
El cladograma según el Catalogue of Life es:
|  | \| \| Paramantispa ambusta \| \| \| \| \| \| Paramantispa prolixa \| \| \| \| \| \| Paramantispa wagneri \| \| \| \| |
|  | |
|  | Paramantispa ambusta                                                                                                 |
|  | |
|  | Paramantispa prolixa                                                                                                 |
|  | |
|  | Paramantispa wagneri                                                                                                 |
|  | |